# Epilobium komarovii
Epilobium komarovii är en dunörtsväxtart som beskrevs av P.N. Ovchinnikov. Epilobium komarovii ingår i släktet dunörter, och familjen dunörtsväxter. Inga underarter finns listade i Catalogue of Life.